# Історія виникнення прийомних сімей в Україні
Прийомна сім'я, як форма виховання дітей, позбавлених батьківського піклування, не є новою для України.

## Прийомна сім'я яксоціальне явищев Київській Русі та Російській Імперії
За даними українських дослідників ще в XI сторіччі київські князі брали під свою опіку людей, які потребували соціальної допомоги, зокрема дітей-сиріт. Пізніше Ярослав Мудрий уклав перший український збірник законів «Руська правда» (1037 р.), який містив також і правила стосовно опіки на державному рівні. Вперше в європейській правничій практиці «Руська правда» виявила турботу і про жінку, i про матір. Ставлячи перед собою завдання охорони материнства, право, таким чином, безпосередньо сприяло запобіганню сирітства.
Можна сказати, що саме з тих пір почала формуватися державна політика стосовно сирітства. Проте за княжої доби турбота про дітей-сиріт покладалась, насамперед, на князів й церкву. «Богоугодною» справою вважалося подання милостині та годування дітей-сиріт. Установи для сиріт було започатковано за Петра I. Своїм Указом від 4 листопада 1715 року Петро I наказав влаштовувати в Москві та інших великих містах госпіталі для незаконнонароджених дітей.
У 1797 році долями дітей-сиріт почала опікуватися дружина імператора Павла I — Марія Федорівна. Немовмят з домів виховання почали віддавати в «государеві» села селянам «доброї поведінки», а за вихованням дітей у сільській місцевості встановили нагляд. Інспекторів, які мали їздити по селах, Марія Федорівна відбирала дуже ретельно. Часто вона особисто зверталася з проханням до селян-вихователів «берегти її діточок», заохочувала їх подарунками та грошовими винагородами.
Згодом сімейні форми влаштування дітей стали приватною ініціативою членів царської та шляхетних родин, сімей багатих купців.
Форми сімейного виховання (аналогічні прийомній сім'ї) дітей-сиріт відомі за часів Російської імперії, до складу якої входила тоді частина сучасної України. У період правління Катерини II у Російській імперії однією з форм опіки над сиротами законодавчо було призначено патронат. Допомога надавалась, насамперед, безпритульним дітям, хворим, неповнолітнім правопорушникам. При цьому відповідальність за надання такої допомоги покладалася на сільські та міські громади. Одним з головних завдань патронату було надання дітям можливості для набуття професійних навичок. Така форма опіки нагадує нинішні притулки для дітей.
Водночас їснувала ще одна форма опіки — патронаж — передання вихованця притулку в сім'ю «на виховання та догляд». Як правило, під патронажем знаходилися вихованці молодшого віку. Сім'я, яка взяла дитину на виховання, мала певні обов'язки перед притулком та громадою. Зокрема, вона повинна була забезпечити початкову освіту своєму вихованцю, здійснити допрофесійну, а ще краще — професійну підготовку. Ці вимоги не завжди виконувались, адже брали на виховання дітей переважно бідні сім'ї з метою отримання винагороди. Річ у тім, що родині, яка виховувала дитину з притулку, виплачуваласъ відповідно до закону певна сума грошей, розмір якої залежав від віку дитини. Максималъну суму отримували ті сім'ї, які брали маленьку дитину. Поступово, коли дитина дорослішала (12 — 14 років), виплати скорочувались або припинялись зовсім. У ролі контролера (як ми зараз сказали б — супервізора) виступали лікарі або інший медичний персонал, до функції якого входив медичний нагляд за виконанням вихователями своїх обов'язків. За дотриманням інших норм, зокрема правових, ніхто не слідкував, тому прийомних дітей часто використовуволи як робочу силу.
Ще одним прикладом може слугувати такий факт: в українській мові відоме словосполучення «піти у прийми» (стати прийомним членом сім'ї). Людина, найчастіше — підліток, ішла на заробітки до заможнішої сім'ї. Однак, на відміну від батраків або найманих робітників, до такої людини ставилися як до члена сім'ї: він їв разом з іншими членами сім'ї, жив з ними в одній оселі. Іноді такий «прийомний член сім'ї» не отримував будъ-якої заробітної плати, а працював лише за житло та їжу.

## Прийомна родина за часів Радянського Союзу
За часів Радянського Союзу прийомна родина розглядалася як форма опіки дітей-сиріт та дітей позбавлених батьківського піклування. Тоді роль патронату і патронажу було зведено до мінімуму. Пріоритетними стали колективні форми виховання дітей. Основним принципом такої виховної концепції стала наявність розгалуженої мережі інтернатних закладів, які фінансувалися державою. Кількістъ дітей в одному такому закладі тоді сягала до 400 осіб. Дитячі колективи шкіл-інтернатів формувалися за віковою ознакою. Виховання дітей в умовах „закритого" інтернатного закладу й донині є найпоширенішою формою виховання дітей-сиріт у нашій країні.
Відродження сімейних форм виховання в Україні почалося лише у 90-х роках XX століття.

## Прийомна родина в незалежній Україні
Конвенція ООН про права дитини, яку було прийнято в 1989 році й ратифіковано Україною в 1991 році, проголошує, що дитині для повного емоційного комфортного розвитку найкраще зростати в сім'ї, в атмосфері щастя, любові і взаєморозуміння. Саме за таких умов дитина може бути цілком підготовлена до самостійного життя в суспільстві й вихована в дусі розуміння цінності демократії, прав людини, вищих гуманістичних ідеалів та моральних цінностей.
На початку 1990-х років у колишньому Радянському Союзі за ініціативою Дитячого фонду імені В.I.Леніна на чолі з письменником Альбертом Ліхановим були створені перші дитячі будинки сімейного типу. В Україні й досі функціонують ДБСТ, які з'явились саме в той час (наприклад, дитячий будинок сімейного типу В. Іонової) [Архівовано 28 грудня 2014 у Wayback Machine.].
У 1998 та 1999 роках Кабінет Міністрів України прийняв дві Постанови „Про проведення експерименту щодо створення прийомних сімей в окремих регіонах України", що забезпечили створення прийомних сімей у цілому ряді регіонів України. 
Зокрема, обласними державними адміністраціями Харківської, Запорізької, Львівської, Одеської областей, Київської міської держадміністрації, а також Урядом Автономної Республіки Крим були ухвалені розпорядження про створення нової інституції сімейної опіки над дітьми-сиротами й дітьми, які залишилися без батьківського піклування - прийомної сім'ї.
Ініціаторами проведення даного експерименту виступило Міністерство України у справах сім'ї та молоді та Представництво ЮНІСЕФ в Україні.
Напередодні Спеціальної сесії Генеральної Асамблеї ООН, присвяченої становищу дітей (травень 2002 р., Нью-Йорк), весною 2001 року в Україні було прийнято Закон „Про охорону дитинства", у якому вперше зафіксовано пріоритет сімейних  форм опіки та піклування над дітьми-сиротами та дітьми, позбавленими батьківського піклування. А у квітні 2002 року Постановою Кабінету Міністрів було затверджено „Положення про прийомну сім'ю".
Між тим, за даними Інституту соціальних досліджень, у період з 1998 до 2000 року в Україні було створено лише 17 прийомних сімей, у яких виховувалося 22 дитини.
На сьогодні в Україні існують кілька громадських організацій, що сприяють розвитку сімейних форм виховання шляхом здійснення проектів, спрямованих на будівництво, облаштування приміщень для ДБСТ, знайомство з найкращим зарубіжним досвідом, навчання фахівців, впровадження інноваційних підходів, адаптацію та поширення ефективних методик, підготовку серії видань та публікацій, організацію конференцій, круглих столів, робочих груп (Християнський дитячий фонд, Представництва міжнародних організацій „Кожній дитині", Представництво благодійної організації „Надія та житло для дітей" в Україні - www.hopeandhomes.org.ua [Архівовано 2 вересня 2011 у Wayback Machine.], Holt International).
Найпоширенішою формою влаштування дітей до сімейних форм виховання є дитячий будинок сімейного типу та прийомна сім'я, де дитина, позбавлена батьківської турботи та любові, має можливістъ все це отримати.